# Scooby-Doo (personnage)
Cet article concerne le personnage. Pour l'univers de la série, voir Scooby-Doo. Pour la série d'animation, voir Scooby-Doo (série télévisée d'animation).
Pour l’article ayant un titre homophone, voir Scoubidou.
Scoobert-Doo (de son nom complet Scoobert Dooby Doo), dit Scooby-Doo (initialement orthographié Scoubidou en France), est un personnage de fiction créé en 1969 par Iwao Takamoto, Joe Ruby et Ken Spears pour les studios Hanna-Barbera.
Ce chien doué de parole est le héros de plusieurs séries et téléfilms d'animation homonymes, la première, Scooby-Doo (Scooby-Doo, Where Are You!), ayant été diffusée aux États-Unis sur le réseau CBS depuis le 13 septembre 1969. C'est le compagnon du détective Sammy Rogers, avec qui il partage de nombreux traits de personnalité.

## Création et conception

### Apparence
Scooby est brun de la tête aux pieds avec plusieurs taches noires sur le haut du corps. Il est généralement un quadrupède, mais présente parfois des caractéristiques « humaines » bipèdes. Scooby a également des pouces opposables et peut utiliser ses pattes avant comme des mains. Il a le nez noir et porte un collier bleu et jaune pâle en forme de losange avec un SD (ses initiales) et a quatre orteils à chaque pied. Contrairement aux autres chiens, Scooby n'a qu'un seul coussin sur chacune de ses pattes (il était donc plus facile de dessiner dans les annuaires Scooby-Doo).

### Personnalité
Scooby-Doo est un dogue allemand dont la personnalité a évolué au fil des séries. Il partage avec son compagnon Sammy plusieurs traits de personnalité dont un énorme appétit et une tendance à la lâcheté. En raison de cette dernière, Scooby-Doo et Sammy doivent souvent être soudoyés par leurs amis (Véra, Daphné et Fred) avec des Scoobyscuit (et non pas Croque-biscuit) pour aller servir d’appâts auprès des méchants.
Scooby-Doo a parfois de la difficulté avec la prononciation et particulièrement avec les « r ». Son slogan, habituellement hurlé à la fin de chaque épisode, est « Scooby-Dooby-Doo ! ».

### Conception
Les créateurs, Joe Ruby et Ken Spears, hésitaient au départ entre un grand chien peureux et un petit courageux. La première option ayant été retenue, se posa ensuite le problème de la race : berger allemand ou bobtail. Après consultation de Joseph Barbera, le personnage qui s'appelait encore Too-Much devint un dogue allemand, malgré les réticences de Ruby et Spears qui craignaient que le personnage rappelle trop le héros de la bande dessinée Marmaduke (en).
La conception du personnage tient du comique de contraste. Iwao Takamoto consulta une collègue du studio, qui se trouvait être éleveuse de grands danois, afin de s'enquérir des caractéristiques de l'espèce puis décida de déroger à la réalité en ajoutant à son personnage des jambes arquées, un double menton et un dos cambré. Sa capacité à ingurgiter toute nourriture en totale impunité est également loin de la grande fragilité digestive de cet animal, tout comme son caractère pleutre et exubérant qui tranche avec un chien réputé calme et courageux, destiné à la chasse au sanglier et la garde des grandes propriétés.
Le producteur Fred Silverman rebaptisa quant à lui le personnage Scooby-Doo. Selon Ruby et Spears, ce nom lui aurait été inspiré à Fred Silverman par le dernier vers en scat de la chanson Strangers in the Night interprétée par Frank Sinatra (« Doo-be-doo-be-doo »).

## Famille
Son vrai nom est Scoobert-Doo[source insuffisante]. Dans la saison 11, on apprend qu'il serait un descendant des Anunnakis, des êtres inter-dimensionnels qui viennent sur Terre pour aider les humains. C'est la raison pour laquelle il a la capacité de parler comme les hommes. Au cours des différentes saisons, on apprend qu'il a une assez grande famille que voici :
- Daddy et Momsy-Doo, ses parents ;
- Ruby-Doo, sa sœur et la mère de Scrappy-Doo ;
- Scrappy-Doo, son neveu, courageux bien que petit ;
- Scooby-Dum (en français Scooby-Dur), son frère qui aimerait devenir chien policier ;
- Skippy-Doo, un de ses frères ;
- Howdy-Doo, un de ses frères ;
- Dooby-Doo, un de ses frères avec l'apparence d'Elvis ;
- Yabba-Doo, un de ses frères qui habite à la campagne (sa version western) ;
- Whoopsy-Doo, son cousin ;
- Scooby-Dee, sa cousine, actrice ;
- Dixie-Doo, sa cousine ;
- Horton-Doo, un de ses oncles ;
- Grandpa-Doo, son grand-père (apparaît dans un seul épisode) ;
- Great-Grandpa-Doo, son arrière-grand-père (qui est mort et apparaît sous forme de fantôme) ;
- Yankee Doodle-Doo, un ancêtre ;
- Péritas, un ancêtre (qui était le chien d'Alexandre le Grand)

## Voix
Don Messick est la première voix du personnage de 1969 à 1996. Lorsqu'il prend sa retraite, Scott Innes (qui est aussi la voix de Sammy) prend le relais, suivi de Frank Welker (également la voix de Fred) dans Quoi d'neuf Scooby-Doo ? et d'autres spin-offs.
Parmi les acteurs qui ont prêté leur voix au personnage :
- Don Messick (1969-1997)
- Scott Innes (1998-2001)
- Frank Welker (depuis 2002)
- Hadley Kay (Johnny Bravo)
- Neil Fanning (Scooby-Doo et Scooby-Doo 2 : Les monstres se déchaînent )

## Voix française
Parmi les acteurs qui ont prêté leur voix au personnage en version française, on trouve :
- Pierre Collet (1969-1970)
- Claude Bertrand (1969-1970 2e voix)
- Jacques Torrens (1972-1991)
- Éric Missoffe (depuis 1998)